# Фіналезьке маркграфство
Фіналезьке маркграфство або Фіналезький маркізат (лат. Marchionatus Finarii; італ. Marchesato di Finale) — маркграфство в Італії зі столицею в місті Фінале, що існувало на території Італійської Рів'єри як незалежна держава під управлінням роду Дель Каретто з 1162 по 1602 рік. З 1602 до 1713 року перебувало у складі Іспанського королівства, з 1713 у складі Генуезької республіки. Маркграфство ліквідовано одночасно з ліквідацією Генуезької республіки в 1797 році, коли його територія увійшла до наполеонівської Лігурійської республіки. Сьогодні територія колишнього Фіналезького маркграфства входить до італійської провінції Савона у регіоні Лігурія.

## Передумови
Фіналезьке маркграфство розвинувся на частині територій, дарованих у 967 році Алерамо Монферратському імператором Оттоном I Великим  в нагороду за допомогу в його італійських походах. Протягом багатьох століть було імперським леном. Син Алерамо, маркграф Лігурії Ансельмо I дав початок династії маркізів Савонських, або династії дель Васто.
Його син Боніфачо дель Васто придбав великі володіння в Лігурії та П'ємонті. Між 1142 і 1148 роками його сини поділили батьківський маєток, давши початок різним феодальним династіям. П'ята дитина Боніфачо, Енріко дель Васто (або Енріко дель Карретто) дав початок династії Дель Каретто. Титул «Дель Каретто» походить від невеликого замку на річці Борміда. Енріко успадкував марку Савона в той час, коли коммуни міст Савона і Нолі поступово сформувались у вільні муніципалітети під захистом Генуї, а угоди 1153 року з Савоною та 1155 року з Нолі офіційно закріпили їхню широку автономію.
Територія Савонського маркізата (або маркграфства) простягалася від Лігурійського узбережжя (між Коголето і Фінале) вздовж долин Борміде майже до Акві. Кортемілія та Новелло також приєдналися до володінь Енріко через кілька десятиліть, після смерті бездітного брата Енріко Боніфачо, єпископа Альби та маркіза Кортемілії. Подібним чином зі смертю Уго ді Клавесана, ще одного сина Боніфачо дель Васто, нащадки Енріко отримали права на землі в єпархії Альбенга та на інших територіях стародавнього маркізату Клавесана.

## Інвеститура 1162 року
10 червня 1162 року права Енріко I на Савонську марку були підтверджені імператором Фрідріхом I Барбароссою. Незважаючи на наявність майнових та фіскальних прав у районах Савона та Нолезе (які в подальшому були викуплені цими муніципалітетами за різними угодами до кінця XII століття), контроль, який Енріко I міг здійснювати в Лігурії під час імператорської інвеститури в 1162 р. фактично був зведений переважно до району Фінале. З цієї причини, незважаючи іншу назву, коректно припустити, що 1162 рік є справжньою датою заснування Фіналезького маркізату, який протягом наступних чотирьох століть зберігав династичну, юридичну та територіальну правонаступність. Тому Енріко I можна вважати першим маркграфом Фіналезьким, хоча першим членом родини, який став офіційно використовувати титул маркіза Фінале (поселення, яке родина укріпила приблизно з 1193 року) став його син Енріко II Дель Карретто. 

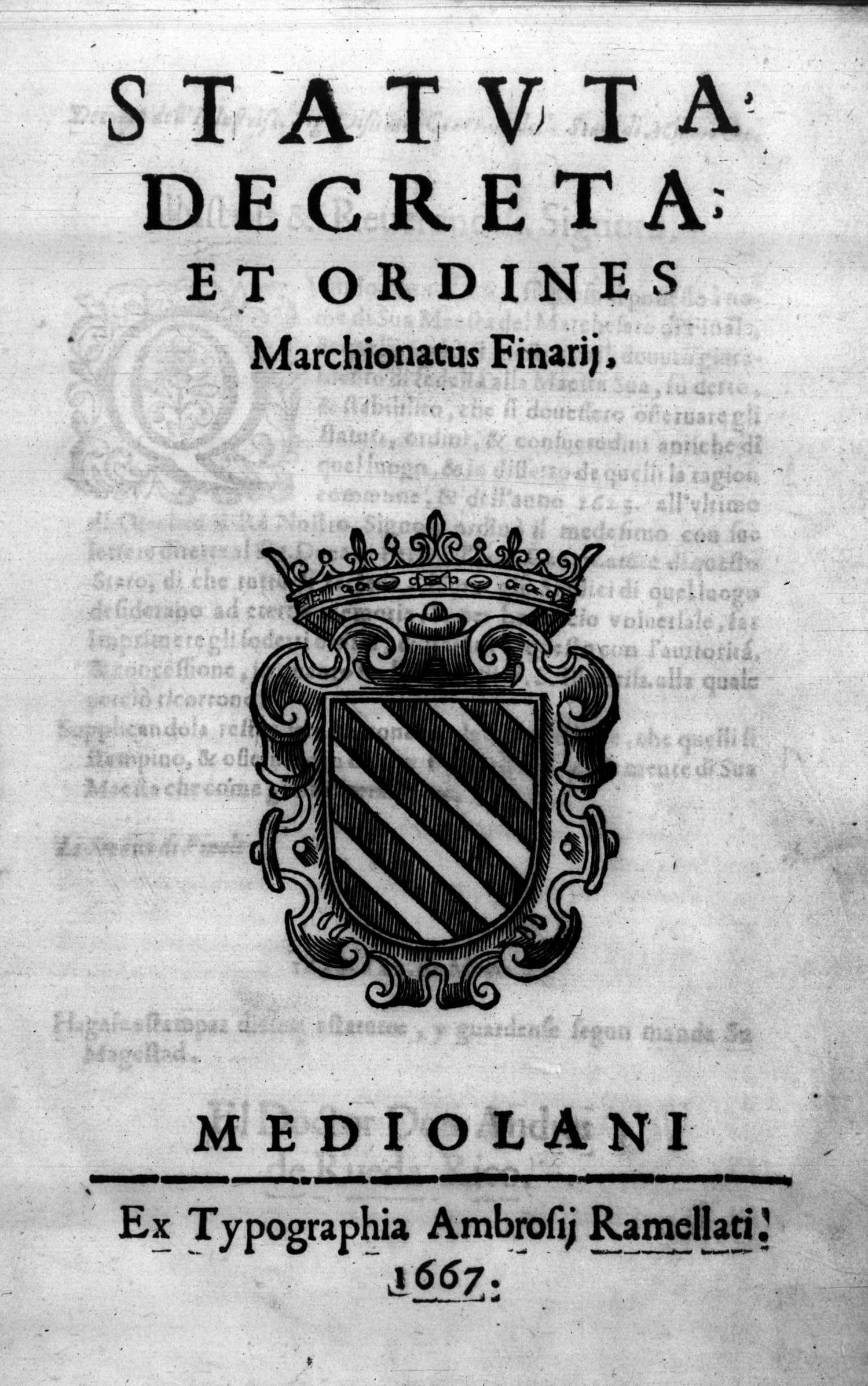
Статути, декрети та накази маркізату Фінале (Statuta, decreta et ordines Marchionatus Finarij), 1667

Після смерті маркграфа Савонського Енріко I дель Каретто, його володіння були розділені між його двома синами Оттоне та Енріко II. Кордоном між володіннями братів була обрана річка Борміда. Оттоне отримав північно-східну частину батьківських володінь з містами і замками: Сессаме, Буббіо, Кассінаско, Монастеро-Борміда, Понті, Дего, Кайро-Монтенотте та Карретто. Енріко II отримав південно-західну частину володінь батька з містами і замками: Озілья, Міллезімо, Камерана, Клавезана, Новелло, Вадо, Нолі і Фінале. Енріко II Дель Карретто став першим членом родини, який використовував титул маркіза Фінале, оскільки через зростаючу автономію муніципалітетів Савона, Нолі, Альба та Алессандрія, контроль Енріко II над більшою частиною марки Савона був більш формальним, ніж реальним. В 1192 році Енріко II дель Коретто продав муніципалітету Нолі замок Сеньо та інші свої феодальні права на це місто, що призвело до народження незалежної морської Нолійської республіки, яка проіснувала до 1797 року, коли вона була ліквідована разом з Фіналезьким маркграфством Наполеоном
Син Енріко II, Джакомо дель Карретто підтримував гібеллінів і був близьким соратником імператора Фрідріха II, який видав заміж за Джакомо свою незаконнонароджену дочку Катерину да Марано. Після смерті Джакомо його володіння були розділені між трьома синами, що призвело до виникнення трьох окремих династичних ліній. Однак лише Фінале залишалося незалежною державою, тоді як інші два домени були змушені підкоритися маркграфам Монферратським. Незважаючи на підтвердження суверенітету Фіналезького маркізату імператором, Дель Карретто повинні були постійно захищати свою незалежність від амбіцій Генуї.
У XV столітті союзи, укладені Дель Каретто спочатку з Вісконті, а пізніше із Сфорца дозволили маркізам Фінале убезпечити свою територію від нападів Генуї. Скориставшись утворенням в Мілані Амброзійської республіки, Генуя почала війну проти Дель Каретто, яка тривала з 1447 по 1448 рік. Внаслідок вторгнення генуезців столиця маркізату Фіналборго була захоплена та спалена, також було зруйновано замок Говоне. Фіналезький маркізат змушений був визнати своє повне підпорядкування Генуї. Проте вже в 1450 році Джованні I дель Карретто відновив незалежність Фінале, після чого більше ста років маркізат залишався незалежним. Це були роки відносного процвітання цих земель. Благоденство тривало, поки Фіналезький маркізат не був залучений до війни між Францією та Іспанією, в результаті якої генуезці, що традиційно підтримували Іспанію, в 1558 році знову окупували територію маркізату. В 1582 Дель Каретто повернули свій контроль над територією маркізату, проте вже в 1598 останній маркіз Андреа Сфорца продав свої феодальні права на Фінале іспанському королю Філіппу II Габсбургу. Договір набув чинності після смерті маркіза у 1602 році. Фіналезьке маркграфство було останнім феодальним володінням, яким правили представники роду Алерамічі .
З 1602 по 1713 маркізат належав іспанській короні. У серпні 1713 року Антоніо Джустініані під час переговорів з імператором Карлом VI домовився про продаж маркізату Генуї за 1 250 000 крон. Філіппо Каттанео де Маріні був призначений першим «генуезьким губернатором» Фінале, що закінчило тривалу конфронтацію між Генуєю та Іспанією з приводу Фінале. З 1713 по 1797 належав Генуезькій республіці. Маркізат офіційно припинив своє існування у 1797 році, коли Генуезька республіка була окупована військами Першої французької республіки під командуванням Наполеона Бонапарта. Тоді усі землі, що перебували під контролем Генуї були включені до наполеонівської Лігурійської республіки.